# Тетраборид самария
Тетраборид самария — бинарное неорганическое соединение
самария и бора
с формулой SmB4,
кристаллы.

## Получение
- Синтез из чистых веществ:

{\displaystyle {\mathsf {Sm+4B\ {\xrightarrow {2400^{o}C}}\ SmB_{4}}}}

## Физические свойства
Тетраборид самария образует кристаллы
ромбической сингонии, пространственная группа P 4/mbm, параметры ячейки a = 0,7174 нм, c = 0,40696 нм, Z = 4,
структура типа тетраборида тория ThB4
.
Соединение образуется по перитектической реакции при температуре 2400 °C.
При температуре 25 К и 7 К в соединении происходят магнитные переходы.